# Hausen (Fernsehserie)
Hausen ist eine deutsche Mystery-Horror-Fernsehserie. Headautoren der Serie sind Till Kleinert und Anna Stoeva, Regisseur ist Thomas Stuber. Der Achtteiler mit Charly Hübner, Tristan Göbel und Alexander Scheer in den Hauptrollen handelt von einem alten Plattenbau, der von einem bösartigen Wesen bewohnt wird. Zu sehen ist die Sky-Eigenproduktion seit dem 29. Oktober 2020 auf Sky Atlantic.

## Handlung
Jaschek zieht mit seinem Sohn Juri in einen heruntergekommenen Plattenbau, um dort als Hausmeister zu arbeiten. Nach einiger Zeit entdeckt Juri, dass der Block von einem bösartigen Wesen bewohnt wird, das sich von den Seelen der Mitbewohner ernährt und auch von Jaschek Besitz ergreift. Gemeinsam mit den zunächst feindseligen Nachbarn macht sich Juri daran, das Wesen zu bekämpfen.

## Besetzung
| Rolle               | Schauspieler       |
| ------------------- | ------------------ |
| Jaschek             | Charly Hübner      |
| Juri                | Tristan Göbel      |
| Ninja               | Béla Gabor Lenz    |
| Kater               | Alexander Scheer   |
| Cleo                | Lilith Stangenberg |
| Scherbe             | Daniel Sträßer     |
| Gitti               | Rike Eckermann     |
| Loan                | Andrea Guo         |
| Mao                 | Long Dang-Ngoc     |
| Björn               | Stefan Haschke     |
| James               | Haidils Idrissou   |
| James (Sprechrolle) | Kaze Uzumaki       |

## Produktion
2016 gewannen Till Kleinert und Anna Stoeva mit Hausen den ersten HBO Europe Award als bestes TV-Projekt. 2017 stellten die beiden das Projekt bei den Drama Series Days der Berlinale vor. Anschließend wurde die Serie mit Kleinert und Stoeva als Head-Autoren von Sky in Auftrag gegeben, was 2018 bekanntgegeben wurde.
Die Inspiration für das Projekt ist streckenweise biografisch. Kleinert bezog 1984 mit seiner Mutter im Erstbezug einen Plattenbau in Ost-Berlin.
Gedreht wurde die Serie im Sommer 2019 im ehemaligen Regierungskrankenhaus der DDR in Berlin-Buch, in dem dafür siebzehn Wohnungen eingerichtet wurden. Stubers Vorbild war der Film Possession von 1981, der ebenfalls in Berlin gedreht wurde.

## Rezeption
Hausen erhielt gemischte Kritiken. Christian Buß schreibt im Spiegel, die Serie sei „furioser Grusel in Ruinen“ und erinnere an „Stanley Kubricks Horrorklassiker Shining“ und an „Lars von Triers Krankenhausserie Hospital der Geister“. Buß kritisiert zwar, die Geschichte gleite mitunter „in konfektionierten Genre-Hokuspokus ab [und] das unentwegte Lichtgeflacker [sei] eher nervig als schaurig“, lobt aber Kameraführung und Ausstattung. Jens Müller (Die Tageszeitung) meint, Hausen sei „hübsch anzusehen“, fragt aber, „ob sich unter all der Atmosphäre und den Effekten überhaupt schon so etwas wie der Ansatz einer Handlung zu entfalten begonnen“ habe. Heike Hupertz lobt für die Frankfurter Allgemeine Zeitung die „beeindruckende Besetzung hiesiger Charakterdarsteller“ sowie die „düstere Optik“ und meint „die Story allein [sei] zwar altbacken und [möge] für sich keinen Horrorfan hinterm Ofen hervorlocken, für die Schauspieler aber [scheine] sie mehr als Theaterprospekt zu wirken, vor dem sich persönliche menschliche Dramen berührend darstellen lassen.“